# 最高元首皇室器具
马来西亚最高元首皇室器具（爪夷文:الت٢ كبسرن دراج مليسيا‎）包含一系列被视为神圣和象征马来西亚最高元首及其配偶最高元首后至高无上和权威的物品。只有在最高元首加冕礼当天民众才能看到这些皇室器具。其中一些自2009年起被列为马来西亚国家遗产。

## 御座（Singgahsana）

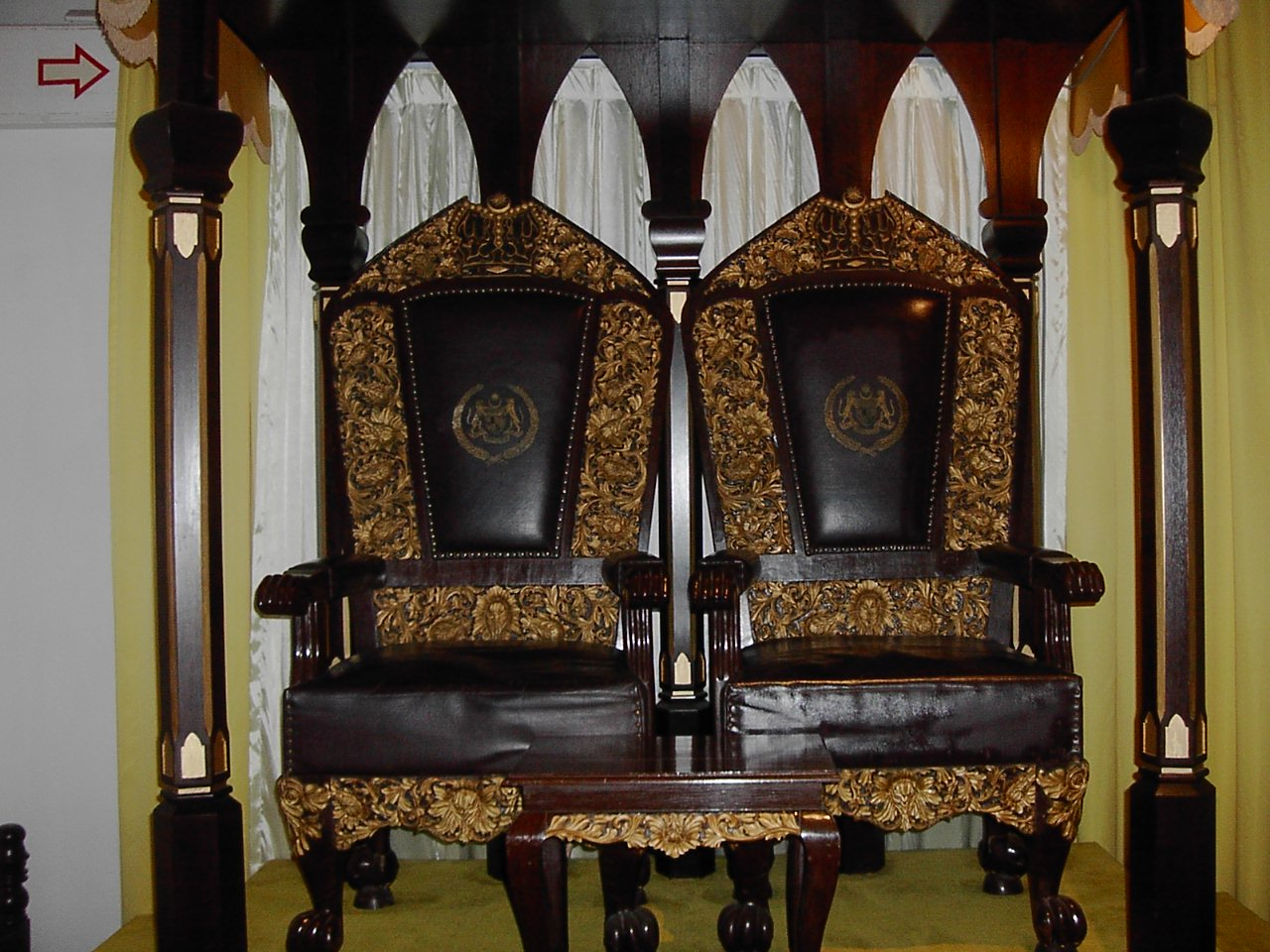
第一任最高元首和最高元首后御座的复制品，收藏于吉隆坡国家历史博物馆

放置于旧国家皇宫御座室（Balairong Seri）的最高元首和最高元首后的御座经过精心设计，融合了马来西亚半岛以及沙巴和砂拉越的图样。
主要元素是金色，以增添威严和帝国光环，所有设计都指向上方，表明所有生物都是由安拉创造的。

## 皇家礼帽（Tengkolok Diraja）
马来传说中，第一任霹雳苏丹苏丹慕扎法沙一世启航前往霹雳建立霹雳苏丹国。苏丹慕扎法沙一世是马六甲苏丹国的王室成员，被葡萄牙人流放到柔佛。他在船上携带了许多马六甲王室器具，包括马六甲王冠。
途中，他的船被困在浅水区，让船再次航行的唯一方法是减少船的负载。船上的许多物品一件一件地被抛入海中，但船却纹丝不动。最后，唯一留下的物品是马六甲王冠，苏丹将其献给水域。大海对此很高兴，船很快就奇迹般地自行驶向霹雳州。

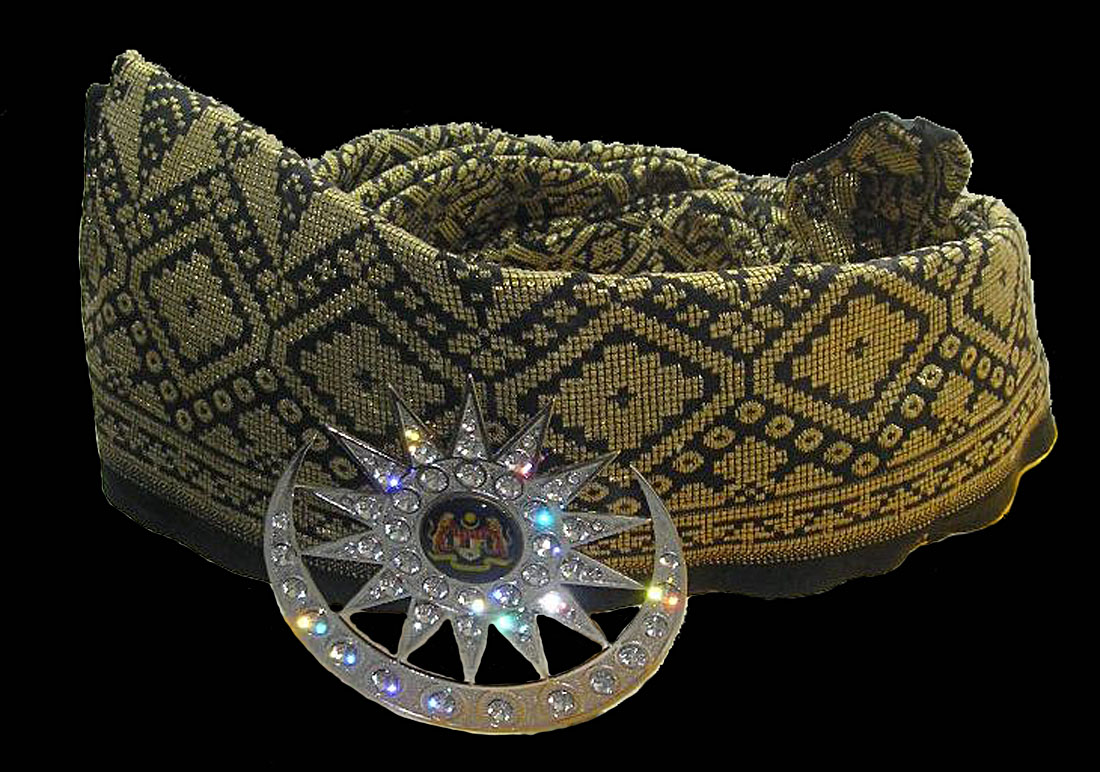
皇家礼帽复制品，存在吉隆坡国家博物馆

苏丹将这件事视为警示，发誓他和他的后代永远不会在加冕礼上佩戴王冠。这一传统被其他马来统治者遵循。因此，从那时起，被称为“礼帽”（Tengkolok）的马来头饰成为王冠的替代品。
几个世纪以来，马来统治者一直佩戴礼帽作为他们王权象征的一部分。它们是由自马来苏丹国时代以来以不同风格折叠的刺绣丝绸制成的。这种折叠方式被称为“solek”，根据特定州属王室的传统而有所不同。礼帽的颜色也因州而异。
马来西亚最高元首在其加冕礼当天佩戴的礼帽被称为皇家礼帽（Tengkolok Diraja）。由黑色布料制成，绣有金线，名为“斗志无穷，为国奋斗”（Dendam Tak Sudah），来自森美兰州（来自该州本身的王室传统）。皇家礼帽正中央14颗小星伴随半月的形状徽章被称为联邦之星（Bintang Persekutuan），象征马来西亚政府的多元色彩，全部皆以白金铸造。小星的中央是马来西亚国徽。

## 传统礼服（Muskat）
最高元首在加冕礼和其他仪式上穿着传统礼服（Muskat）。其设计概念源自阿曼皇室的服饰，因此名字与阿曼首都马斯喀特同名。马斯喀特也是吉打王室的传统礼服。
马斯喀特于1960年首次作为最高元首的礼服，在第三任最高元首端姑赛布特拉加冕礼上使用。它由第一任马来西亚首相东姑阿都拉曼介绍，东姑本人即是吉打王室成员。
马斯喀特由黑色羊毛制成，上面绣有金线，图案为马来西亚国花大红花。在数个官方场合，如加冕礼、最高元首华诞庆典、国会开幕仪式及官方访问各州属上，最高元首才会穿上马斯喀特。

## 皇家腰扣（Pending Diraja）
皇家腰扣（Pending Diraja）以全黄金打造，并配有11颗红宝石。腰扣中间印有代表联邦政府的徽章，布料部分以金线绣出花朵图纹。加冕礼上，最高元首会穿戴皇家腰扣。

## 皇家佩剑（Keris Diraja）
马来王室服饰中最受尊敬的物品是马来剑。最高元首会在加冕礼上佩戴其中两种，即皇家马来短剑（Keris Pendek Diraja）和皇家马来长剑（Keris Panjang Diraja）。

### 皇家马来短剑（Keris Pendek Diraja）
皇家马来短剑（Keris Pendek Diraja）由古董马来剑铸造而成，剑鞘则是由象牙铸成，并以黄金装饰。剑柄被称为“Hulu Pekaka”，形状像传说中的迦楼罗的头。剑鞘横档上刻有联邦徽章。它只能由在位的最高元首穿着马斯喀特佩戴。

### 皇家马来长剑（Keris Panjang Diraja）
皇家马来长剑（Keris Panjang Diraja）是加冕礼上最重要的王权象征。皇家马来长剑象征着王权和权威，因此也象征马来西亚皇室持续塑造的传统形象，即统治者是其领土历史上的战士首领，以及他作为武装部队总司令的宪法职责。它的剑柄和剑鞘均镀有黄金，横梁上刻有马来西亚国徽和马来西亚半岛11个州的纹章。
皇家马来长剑取自11个半岛州属的马来剑重新铸造而成。剑柄呈马蹄形状，饰有类似眼睛豆（“jering”）果实的装饰。它同样只能由最高元首在特定的场合佩戴，在加冕礼上最高元首会亲吻皇家马来长剑以示尊敬。

## 皇家凤冠（Gendik Diraja）
皇家凤冠（Gendik Diraja）是马来西亚最高元首后在皇家场合上（在某些情况下带有头巾）以及加冕礼上佩戴。
凤冠由铂金制成，镶有钻石。它被设计成可拆开形成一个挂坠盒和两个胸针。

## 皇家项链（Kalung Diraja）
皇家项链同样由铂金制成，镶有钻石。与凤冠一样，项链可以分为一对耳环、胸针和“kerabu”（一种传统的耳朵装饰品）。这两种服饰都只能由最高元首后佩戴。

## 权杖（Cogan Diraja）

### 世界权杖（Cogan Alam）

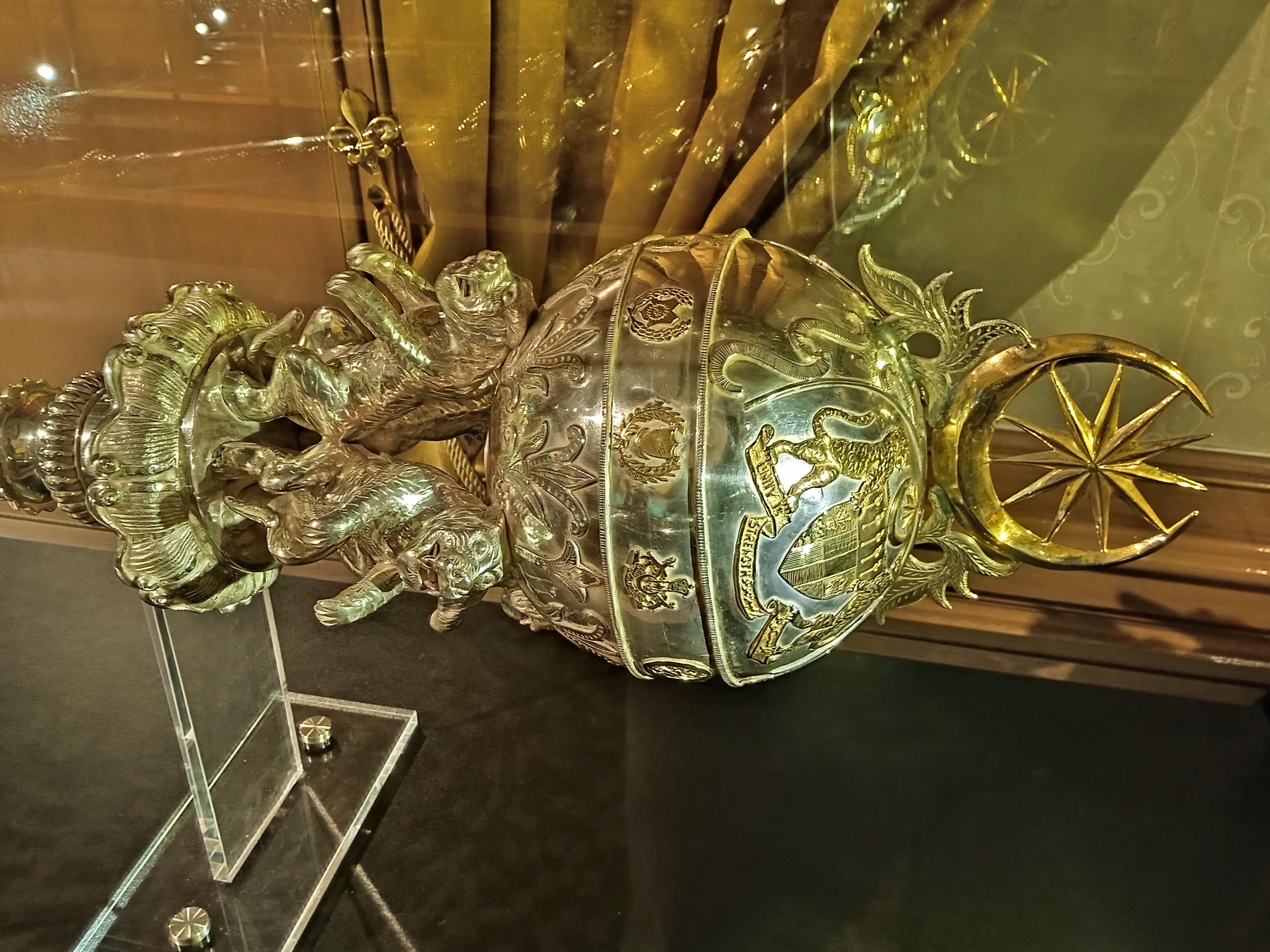
世界权杖

世界权杖（Cogan Alam）是马来西亚皇室用具之一。这柄银色的礼仪权杖象征着权力，长162.66厘米。它由银器制成，上端的星月则由金铸造，金星为11角。权杖下端圆形的部分代表马来半岛领土的11个州属，并由4头老虎合力支撑，整支权杖由6根金黄色的稻米做装饰。

### 宗教权杖（Cogan Agama）
宗教权杖（Cogan Agama）同样由银器制成，长155.04厘米，体型犹如一根大圆杆。它的上端同样以星月形状装饰，但只是5角金星。枝杆和上端部分皆刻满可兰经经文。

## 御杖（Cokmar）

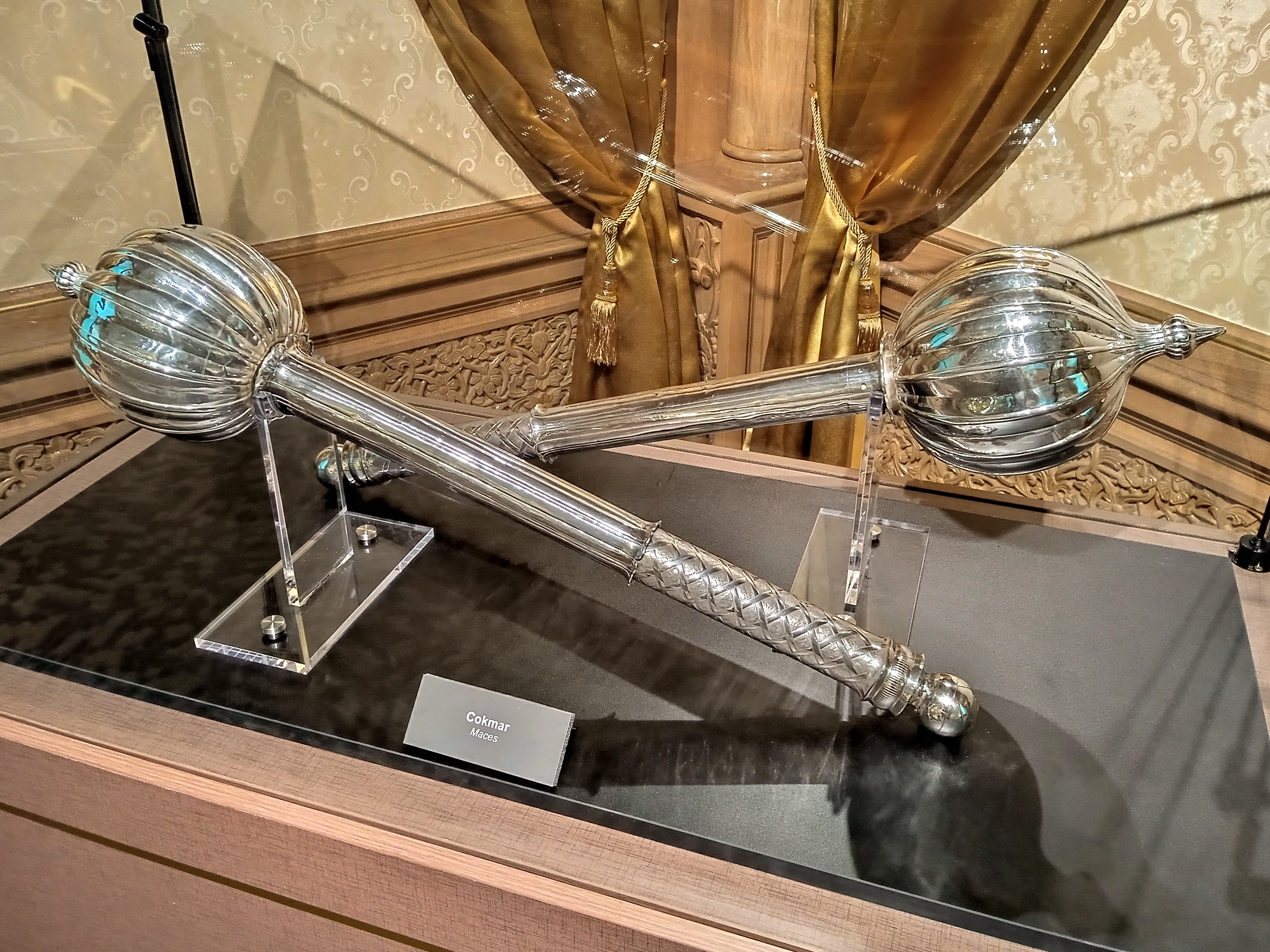
御杖

御杖（Cokmar）是另一个王权象征，象征马来西亚政府全部权力的一部分。这对御杖由银器制成，各长81.32厘米。它由一个由纯银制成的圆形带凹槽的球体组成，并安装在同样由银制成的短轴上。

## 其他器具

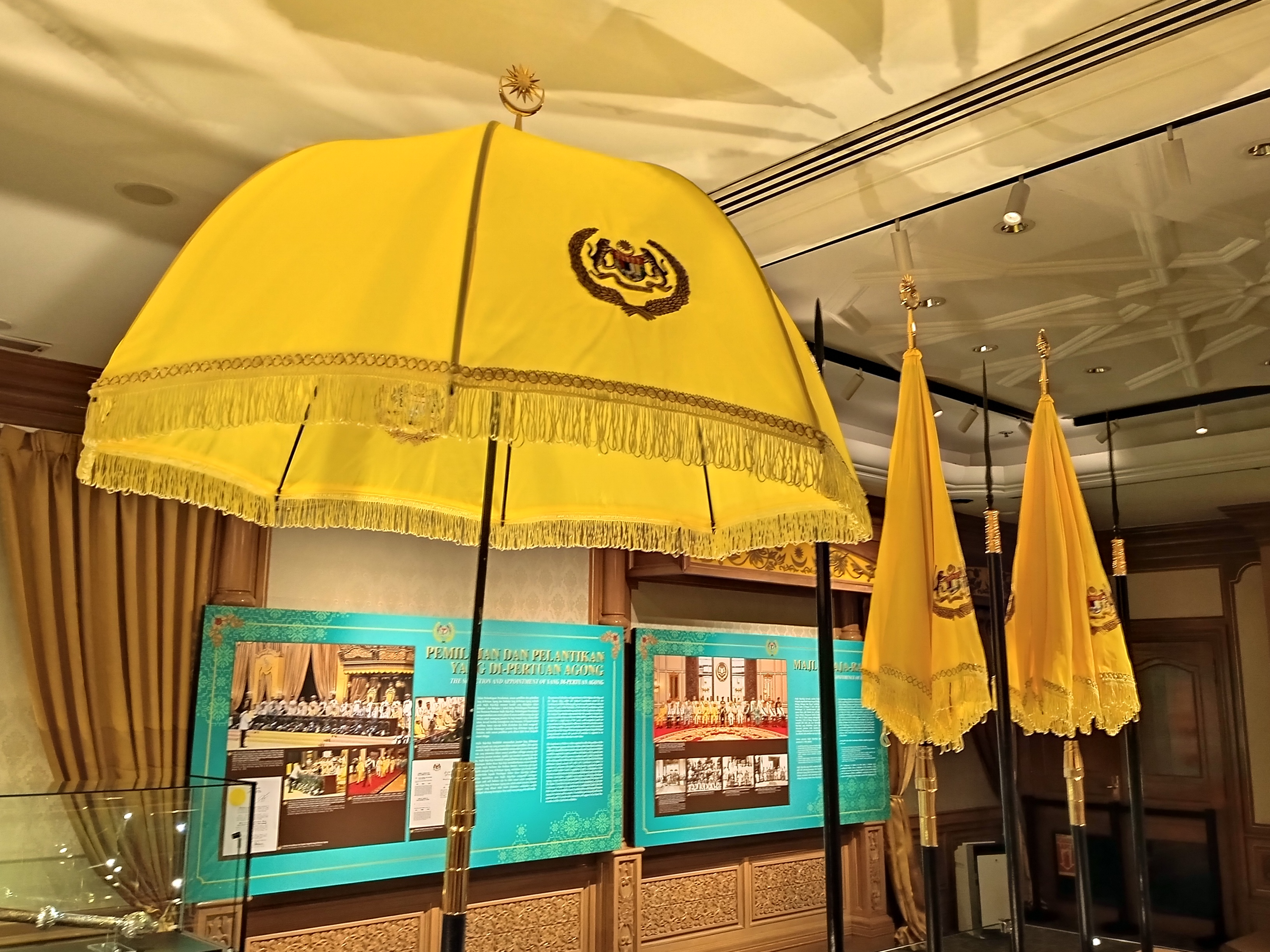
黄色皇伞和皇室矛杆

其他皇室器具还包括皇家马来剑（Pedang Diraja）、皇家马来长剑（Keris Panjang Diraja）和皇家马来长短剑（Sundang Diraja）。这些都是传统的马来武器，已成为皇室的象征。它们有镀银的刀柄和刀鞘。
黄色皇伞（Payung Ubur-Ubur Kuning）共有20把，皆长20尺，由黄色的丝绸制成。黄色象征着皇室，是皇室的专属颜色。每把皇家黄伞的伞尖由11角星和新月装饰。
皇室矛杆（Tombak Berambu）同样有20把，分别来自半岛11个州属。

## 图书
- bin Haji Taha, Adi. . Kuala Lumpur: Department of Museums and Antiquities, Malaysia. 2004. ISBN 967-9935-17-5.